# Municipio Puerto Carabuco
Das Municipio Puerto Carabuco (auch: Puerto Mayor de Carabuco) liegt im Departamento La Paz im südamerikanischen Anden-Staat Bolivien.

## Lage im Nahraum
Das Municipio Puerto Carabuco ist eines von fünf Municipios der Provinz Eliodoro Camacho und liegt im südlichen Teil der Provinz. Es grenzt im Nordwesten an das Municipio Escoma, im Westen an den Titicaca-See, im Süden an die Provinz Omasuyos, im Osten an die Provinz Muñecas und im Norden an das Municipio Mocomoco.
Das Municipio hat 91 Ortschaften (localidades), der zentrale Ort des Municipios ist Puerto Carabuco mit 555 Einwohnern im zentralen Teil des Municipios. Größere Ortschaft im Municipio sind Chaguaya mit 794 Einwohnern und Quilima mit 655 Einwohnern. (Volkszählung 2012)

## Geographie
Das Municipio Puerto Carabuco liegt auf dem bolivianischen Altiplano am Westrand der Cordillera Real. Das Klima der Region ist ein typisches Tageszeitenklima, bei dem die mittlere Temperaturschwankung im Tagesverlauf deutlicher ausfällt als im Verlauf der Jahreszeiten.
Die Jahresdurchschnittstemperatur der Region liegt bei 9 °C (siehe Klimadiagramm Quilima), die Monatswerte schwanken zwischen knapp 7 °C im Juni/Juli und 11 °C im November/Dezember. Der Jahresniederschlag beträgt etwa 750 mm, die Monatsniederschläge liegen bei unter 15 mm von Juni bis August und über 100 mm von Dezember bis März.

## Bevölkerung
Die Einwohnerzahl des Municipio Puerto Carabuco ist zwischen 1992 und 2024 angestiegen, war in der Zwischenzeit jedoch rückläufig:
| Jahr | Einwohner | Quelle       |
| ---- | --------- | ------------ |
| 1992 | 13.006    | Volkszählung |
| 2001 | 16.499    | Volkszählung |
| 2012 | 14.036    | Volkszählung |
| 2024 | 17.248    | Volkszählung |

Das Municipio hatte bei der Volkszählung 2024 eine Bevölkerungsdichte von 53 Einwohnern/km². Die Lebenserwartung der Neugeborenen lag im Jahr 2001 bei 61,7 Jahren, die Säuglingssterblichkeit ist von 6,7 Prozent (1992) auf 6,6 Prozent im Jahr 2001 gesunken.
Der Alphabetisierungsgrad bei den über 15-Jährigen beträgt 76,3 Prozent, und zwar 87,7 Prozent bei Männern und 64,1 Prozent bei Frauen (2001).
54,5 Prozent der Bevölkerung sprechen Spanisch, 95,6 Prozent sprechen Aymara, und 0,2 Prozent Quechua. (2001)
83,3 Prozent der Bevölkerung haben keinen Zugang zu Elektrizität, 81,0 Prozent leben ohne sanitäre Einrichtung (2001).
55,1 Prozent der Haushalte besitzen ein Radio, 4,9 Prozent einen Fernseher, 16,7 Prozent ein Fahrrad, 0,4 Prozent ein Motorrad, 1,1 Prozent einen PKW, 0,4 Prozent einen Kühlschrank, 0,3 Prozent ein Telefon. (2001)

## Politik
Ergebnis der Regionalwahlen (concejales del municipio) vom 4. April 2010:
| Wahl- berechtigte |  | Wahl- beteiligung | gültige Stimmen |  | T.S.   | MAS-IPSP | FPV    | M.P.S. | M.T.L. | ASP   |
| ----------------- |  | ----------------- | --------------- |  | ------ | -------- | ------ | ------ | ------ | ----- |
| 6.142             |  | 5.339             | 3.632           |  | 1.126  | 1.009    | 558    | 527    | 225    | 187   |
|                   |  | 86,9 %            | 68,0 %          |  | 31,0 % | 27,8 %   | 15,4 % | 14,5 % | 6,2 %  | 5,1 % |

Ergebnis der Regionalwahlen (elecciones de autoridades políticas) vom 7. März 2021:
| Wahl- berechtigte |  | Wahl- beteiligung | gültige Stimmen |  | J.A.LLALLA.L.P. | MAS-IPSP | MTS    | ASP    | PBCSP  | SOL.BO | FPV    |
| ----------------- |  | ----------------- | --------------- |  | --------------- | -------- | ------ | ------ | ------ | ------ | ------ |
| 7.499             |  | 6.468             | 5.511           |  | 2.724           | 1.657    | 239    | 179    | 155    | 132    | 131    |
|                   |  | 86,25 %           | 85,20 %         |  | 49,43 %         | 30,07 %  | 4,34 % | 3,25 % | 2,81 % | 2,40 % | 2,38 % |

## Gliederung
Das Municipio untergliederte sich bei der letzten Volkszählung von 2012 in die folgenden vier Kantone (cantones):
- 02-0403-01 Kanton Puerto Carabuco – 13 Ortschaften – 2066 Einwohner
- 02-0403-02 Kanton Ambana – 42 Ortschaften – 5979 Einwohner
- 02-0403-03 Kanton Chaguaya – 28 Ortschaften – 5092 Einwohner
- 02-0403-04 Kanton San Miguel de Yaricoa – 8 Ortschaften – 899 Einwohner

## Ortschaften im Municipio Puerto Carabuco
- Kanton Puerto Carabuco
  - Puerto Carabuco 555 Einw.

- Kanton Ambana
  - Chuani 558 Einw.

- Kanton Chaguaya
  - Chaguaya 794 Einw. – Quilima 655 Einw.

- Kanton San Miguel de Yaricoa
  - Yaricoa Alto 266 Einw. – Yaricoa Bajo 249 Einw.